# Kupidyn
Kupidyn (także Kupido, Amor, łac. Cupido ‘pragnienie’, ‘pożądanie’, Amor ‘miłość’, gr. Ἔρως Érōs) – w mitologii rzymskiej bóg i uosobienie miłości.
Uchodził za syna bogini Wenus (Wenery) i boga Marsa.
Był utożsamiany z greckim Erosem.
W sztuce przedstawiany jest jako młody mężczyzna lub nagi chłopiec ze skrzydłami u ramion, z łukiem i kołczanem pełnym strzał.
Mit o Amorze (Erosie) i Psyche zainspirował van Dycka do namalowania obrazu o takim tytule, nazwę tę nadał również Patrick Süskind jednej z marek perfum w powieści Pachnidło. Amor jest też symbolem walentynek.
Postać przebiegłego Kupidyna pojawia się w baśni literackiej autorstwa Hansa Christiana Andersena Niegrzeczny chłopiec (duń. Den uartige Dreng) opublikowanej po raz pierwszy w Kopenhadze w 1935 roku.